# Pseudotyrannochthonius giganteus
Espèce
Pseudotyrannochthonius giganteus est une espèce de pseudoscorpions de la famille des Pseudotyrannochthoniidae.

## Distribution
Cette espèce est endémique d'Australie-Occidentale. Elle se rencontre au South West et au Great Southern.

## Description
Les mâles mesurent de 2,2 à 2,5 mm et la femelle 3 mm.

## Publication originale
- Beier, 1971 : A new chthoniid pseudoscorpion from Western Australia. Journal of the Australian Entomological Society, vol. 10, p. 233-234 (texte intégral).